# Autostrada międzystanowa nr 96
Interstate 96 – amerykańska autostrada międzystanowa znajdująca się w stanie Michigan przechodzi m.in. przez Detroit o długości 309,09 km (192,06 mili). Otwarta w 1959 roku.